# John Rutter
John Milford Rutter, CBE (født 24. september 1945) er en britisk komponist, dirigent, redaktør, arrangør og producer, hovedsagelig af kormusik.

## Biografi
Rutter blev født i London som søn af en industriel kemiker og hans hustru. Han blev uddannet på Highgate Skolen og undervist i musik af Norman Collie. Efterfølgende studerede han musik på Clare College, Cambridge, hvor han var medlem af koret. Han var musikdirektør på Clare College fra 1975 til 1979 og har ført koret til international berømmelse.
I 1981 grundlagde Rutter sit eget kor, Cambridge Singers, som han dirigerer og har lavet mange indspilninger af kirkemusik med (herunder hans egne værker), navnlig under sit eget plademærke Collegium Records. Han er bosat i Duxford, Cambridgeshire og dirigerer jævnligt forskellige kor rundt omkring i verden.